# Комитет устройства учебных заведений
Комитет устройства учебных заведений — ведомственный комитет, существовавший с 14 (26) мая 1826 года по 15 (27) марта 1850 года при Министерстве народного просвещения (МНП) Российской империи для подготовки и осуществления реформы народного образования.

## Создание и состав
Комитет создан на основании рескрипта императора Николая I от 14 (26) мая 1826 года. До 21 мая (2 июня) 1826 года он назывался Комитет для сличения и уравнения уставов учебных заведений и определения курсов учения в них.
Председателем комитета являлся министр народного просвещения (по должности), но в состав комитета вошли чиновники независимые от МНП, пользовавшиеся особым доверием императора.

## Задачи
Комитету предписывалось:
- сравнить уставы учебных заведений от приходских училищ до университетов;
- рассмотреть и сравнить курсы обучения во всех учебных заведениях;
- упорядочить уставы учебных заведений и разработать курсы обучения и методику их преподавания.

## Результаты работы
1. Первой из задач, решенных комитетом, стало упорядочивание форм низших и средних учебных заведений, отразившееся в «Уставе гимназий и училищ уездных и приходских, состоящих в ведомстве университетов Петербургского, Московского, Казанского и Харьковского», утверждённом 8 (20) декабря 1828 года. Устав ввел сословную организацию начального и среднего образования, закрепив три типа школ:
* гимназии для детей дворян и чиновников, со сроком обучения до 7 лет;
* уездные училища для детей купцов, ремесленников и городских обывателей, со сроком обучения до 5 лет;
* приходские училища для детей крестьян, со сроком обучения до 2 лет.
Приходские и уездные училища перестали тем самым рассматриваться в качестве подготовительной ступени к гимназии. Этим же уставом были учреждены педагогические советы, введены должности почетных смотрителей и попечителей, при гимназиях устроены благородные пансионы и даны некоторые права по службе выпускникам уездных училищ и гимназий.
2. Довольно консервативным по своему духу было разработанное комитетом в 1831 — 1832 годах «Положение об учебных округах», высочайше утверждённое 25 июня (7 июля) 1835 года. Согласно ему все права и обязанности университетов по управлению учебными округами передавались попечителям учебных округов. С этого времени попечители становились полноправными руководителями учебных заведений в регионах.
3. Наконец, завершающим делом стала разработка нового университетского устава — «Общего устава императорских российских университетов», утверждённого 26 июля (9 августа) 1835 года. Руководство университетами по новому уставу осуществлял министр народного просвещения через попечителей учебных округов. Внутри университета управляющие функции принадлежали совету университета и правлению. В университетах полагалось три факультета: философский, юридический и медицинский. Однако допускались и изменения в составе факультетов в зависимости от местных условий.

## Роспуск комитета
Комитет был закрыт указом императора Николая I от 15 (27) марта 1850 года как выполнивший свою задачу.

## Председатели комитета
В комитете председательствовали министры народного просвещения:
1. Шишков, Александр Семёнович (1826 — 1828)
2. Князь Ливен, Карл Андреевич (1828 — 1833)
3. Граф Уваров, Сергей Семёнович (1833 — 1849)
4. Князь Ширинский-Шихматов, Платон Александрович (1849 — 1850)